# Spielerfrau
Spielerfrau ist ein Begriff für Ehe- oder Lebenspartnerinnen meist prominenter männlicher Sportler von Vereinsmannschaften, der im deutschsprachigen Raum vor allem im Zusammenhang mit dem Profifußball verwendet wird.
Im Englischen ist dafür die Bezeichnung WAG als Akronym für Wives And Girlfriends in Gebrauch, wobei das englische Wort wag auch für „wedeln“ steht.

## Ursprung des Begriffs
Der DFB hatte noch 1974 den Spielerfrauen die Teilnahme am Bankett der Weltmeister verweigern wollen.
Das gesellschaftliche und mediale Interesse an der Beschäftigung mit Ehefrauen und Partnerinnen von Sportlern entwickelte sich parallel zur Erfolgsgeschichte des Profifußballs. Dies galt bereits für Italia Walter, die Gattin von Weltmeister Fritz Walter, die sowohl die erste bekanntere Managerin wie auch in den Medien adressierte Spielerfrau war. Mit Die kann nicht kochen, die kann nicht nähen, die macht unseren Fritz fertig warnte bereits Sepp Herberger vor ihr.
Im Buch Im nächsten Leben werd’ ich Spielerfrau wird das medial gezeichnete Bild der Spielerfrau näher untersucht. Der Titel geht auf ein bekanntes Zitat von Mehmet Scholl zurück, das Buch selbst auf eine einschlägige Diplomarbeit. Demnach habe das Klischee immer auf Ausnahmen basiert, deren Wirken sich im Rahmen einer Boulevardberichterstattung als besonders gut verkäuflich erwiesen habe. Die vom Publikum erwartete, immer breitere Berichterstattung, die schon bald über die sportlichen Wettkämpfe hinausging und sich erst auf den Trainingsplatz und dann auf das Privatleben der Sportler als Prominente ausweitete, schloss die Familie der jeweiligen Sportler im Sinne einer Boulevardberichterstattung mit ein.
Dabei entstand der verallgemeinernd-kategorisierende Begriff der „Spielerfrau“, dem alsbald vermeintliche allgemeine Charakteristika zugeordnet wurden. Profifußballer heiraten oft verhältnismäßig früh. Die Ehefrauen sehen sich oft auf die Rolle als Anhängsel des Mannes zu Unrecht reduziert, andererseits sind ihre Familien und Beziehungen aufgrund der häufigen Umzüge, der Prominenz wie der vergleichsweise kurzen sportlichen Karrieren besonderen Belastungen ausgesetzt.
Christine Eisenbeis beschreibt zwar, dass die Rolle als Spielerfrau eine wirtschaftlich auch individuell einträgliche „Position“ sein könne, die – wie im Fall der Partnerin von Mats Hummels, der „Spielerfrau des Jahres 2013“ Cathy Fischer – eine berufliche Karriere, in diesem Fall die Einstellung als Reporterin beim Pay-TV-Sender Sky, zur Folge haben könne. Jedoch sei der Preis für eine solche Karriere, nämlich die Gesetzmäßigkeiten des Klischees zu bedienen, die Eisenbeis in einer Aussage Fischers wie „Ich bin schon als Prinzessin geboren“ erfüllt sieht, vielen Spielerfrauen zu hoch. Sie zögen es vor, sich medialer Aufmerksamkeit so weit es geht zu entziehen und lehnen eine Etikettierung als Spielerfrau ab, da ihre jeweilige Lebenswirklichkeit und ihr Recht auf Individualität durch diesen Begriff schon im Vorfeld negiert würde.

## Konnotation des Begriffs
Einige Spielerfrauen machten sich die Karriere ihrer Männer auch zu eigen, in dem sie öffentlich als Managerinnen ihrer Ehepartner auftraten und Verträge sowie Vereinswechsel aushandelten. In den 1980er- und 1990er-Jahren hatten Spielerfrauen wie Angela Häßler, Gaby Schuster, Martina Effenberg und Bianca Illgner ein Bild von Spielerfrauen als zielorientierte und karrierebewusste, sich in einer reinen Männerdomäne behauptende Berufstätige geprägt.
Allerdings sei schon damals ihr Image in den Boulevardmedien eher ablehnend und feindselig konnotiert gewesen und auch entsprechend feindselig aufgenommen worden. So wurde offensiv infrage gestellt, ob Frauen überhaupt etwas im Fußballbusiness verloren hätten. Begierig seien hingegen Äußerungen wie die von Pilar Brehme aufgegriffen worden, die in der konservativen Tageszeitung Die Welt die „Tugenden von Spielerfrauen“ mit der Notwendigkeit von „Toleranz, Selbstvertrauen, Attraktivität“ bis hin zur vermeintlichen „Kardinaltugend“, „dem Vermitteln von Nestwärme“ beschrieb. Bianca Illgner bediente sich des Klischees, um sich selbst davon abzugrenzen, indem sie in dem teils autobiographischen Buch Alles – Ein fiktiver Tatsachenroman anderen Spielerfrauen in einer später viel zitierten Passage vorwarf, „in der Mehrzahl einfach nur hohl, aber dafür bis in die Haarspitzen gestylt“ zu sein.
Eine Sonderrolle spielten früher wie heute Frauen, die selbst schon vor ihrer Beziehung mit den entsprechenden Sportlern Prominente waren (wie etwa Lolita Morena oder, als zeitgenössische Beispiele, Victoria Beckham, Sara Carbonero, Shakira, Ana Ivanović und Sylvie van der Vaart). Schon bald aber gerieten auch bis dato unbekannte Frauen an der Seite von prominenten Sportlern in den Fokus der Öffentlichkeit. Victoria Beckham war bereits vorher prominent gewesen, sie wurde unter anderem als personifizierter Tod des Fußball beschimpft. Coleen Rooney war wohl die erste Frau, die ihr Dasein als Spielerfrau zum Beruf machte.
Nachdem sich in Westdeutschland später das Wirken von Frauen als selbstständige Berufstätige etabliert hatte, habe sich das Image der Spielerfrau auf besonders attraktiv und modebewusste „Pin-up und Anhängsel“ verschoben. Die Medien hätten sich auf eine entsprechende, häufig sexuell konnotierte Berichterstattung eingestellt. So gäbe es in Onlineauftritten auch führender Zeitungen und Magazine Fotostrecken von attraktiven Spielerfrauen im Sinne einer voyeuristischen Zurschaustellung sowie von Lifestylemagazinen und Boulevardmedien initiierte Abstimmungen über die attraktivste oder „beliebteste“ Spielerfrau. In England wurde mit der 2003 von ITV produzierten und 2008 erstmals im deutschen Fernsehen ausgestrahlten, fiktionalen TV-Serie Footballers’ Wives das Bild einer Spielerfrau geprägt, die das Geld ihres Mannes nicht mitverdient oder verwaltet, sondern ausgibt, extrem konsumorientiert ist und mit anderen Sportlern sexuelle Affären eingeht. Die Serie wurde zwar vielfach unter anderem als „primitiv“ und „grenzdebil“ kritisiert, konnte jedoch hohe Zuschauerzahlen verzeichnen.
Für die Medien waren und sind sexuelle Affären von Spielerfrauen insbesondere mit Mannschaftskollegen ihrer Partner ein Thema von besonderem Interesse, das jeweils weit über den Boulevardbereich hinausgeht. Die breiten Raum einnehmenden Berichterstattungen über solche Vorfälle, wie etwa in Deutschland die Beziehung von Stefan Effenberg mit der damaligen Ehefrau Claudia von Thomas Strunz oder die Affäre des ehemaligen Kapitäns der englischen Nationalmannschaft John Terry mit der damaligen Lebensgefährtin von Wayne Bridge trugen ihr Übriges zu einem insgesamt negativen Ruf der „Spielerfrau“ bei.
Zeitweise war es üblich, dass im Kicker-Sonderheft vor Großereignissen auch die Spielerfrauen mit Bildern vorgestellt wurden. Ausgewiesen wurde das als Hintergrundinformation zu den Spielern. Eine der bekanntesten medialen Aufarbeitungen erfolgte durch den Sänger Olli Schulz in seinem gleichnamigen Lied „Spielerfrau“. Schulz präsentiert hier das negative Klischee der Spielerfrau als einerseits schmückendes Beiwerk und andererseits karrierebewusster, selbstbezogener Anhang ihnen ausgelieferter Fußballprofis. Die Karriere ist in diesem Fall die Beziehung mit dem Spieler, der einerseits aufgebaut, in einer Krisenphase aber auch für einen anderen Spieler „ausgewechselt“ wird.